# Pseudipara albiclava
Pseudipara albiclava är en stekelart som beskrevs av Girault 1915. Pseudipara albiclava ingår i släktet Pseudipara och familjen puppglanssteklar. Inga underarter finns listade i Catalogue of Life.